# Degradadores proteicos no selectivos
Se conoce como degradadores proteicos no selectivos (DPnoS) a los compuestos catalizadores de proteínas, estos actúan destruyendo de forma no selectiva los enlaces peptídicos que unen los aminoácidos que forman dichas proteínas, al ser no selectivos carecen de la capacidad para diferenciar los diversos tipos de proteínas por los que las degradan o descomponen en sus aminoácidos sin importar que tipo de estructuras tengan. 

## Antecedentes
Las Proteínas son las macromoléculas biológicas más abundantes; en una célula se pueden encontrar miles de clases de proteínas diferentes, que varían de tamaño, desde pequeños (péptidos) hasta enormes (proteínas).
Las proteínas se pueden degradar (hidrolizar) mediante diversos métodos, estas al ser degradadas liberan aminoácidos procedentes de la estructura de las mismas, es decir los aminoácidos forman al juntarse entre ellos la estructura de las proteínas. Las proteínas son formadas como polímeros en base a la deshidratación de aminoácidos, estos se unen los unos a los otros a través de enlaces covalentes creando cadenas proteicas.
Los Péptidos y las Proteínas son conocidos como polímeros de aminoácidos, estos los encontramos en la naturaleza desde muy pequeños en la union de dos aminoácidos formando cadenas cortas (péptidos) y así como cadenas largas de muchos de aminoácidos (proteínas) 
Existen más de 500 Aminoácidos conocidos, sin embargo solo 20 son los identificados en el código genético y composición de proteínas, estos tienen diversas clasificaciones dependiendo de la localización de sus grupos funcionales así como su polaridad y PH
Los 20 aminoácidos que en su combinación forman las proteínas, se caracterizan todos por tener grupos funcionales en sus extremos, es decir un grupo carboxilo y un grupo amino aunque tienen ciertas diferencias en sus cadenas laterales o Grupos R.
Debido a que los Degradadores Proteicos No Selectivos (DPnoS) descomponen esencialmente todas las proteínas degradandolas en sus aminoácidos que las constituyen mediante la ruptura de los enlaces peptídicos, estos compuestos (DPnoS) son utilizados como antibacteriales y fungicidas de amplio espectro en diversos tipos de vehículos así como en combinación con otros compuestos industriales y de esterilización destruyendo de forma irreversible las membranas formadas de estructuras proteicas de las bacterias y organismos patógenos. 

## Enlaces Peptídicos y su ruptura
Los aminoácidos se unen para formar péptidos y proteínas mediante un enlace peptídico. Si el número de aminoácidos que constituyen el péptido es inferior a diez, se denomina oligopéptido, y si es superior a diez, el péptido recibe el nombre de polipéptido.
El enlace peptídico es un enlace entre el grupo carboxilo (–COOH) de un aminoácido y el grupo amino (–NH2) de otro aminoácido. El enlace peptídico implica la pérdida de una molécula de agua y la formación de un enlace covalente CO-NH. Es, en realidad, un enlace covalente tipo amida. 
Aprovechando la carga de los aminoácidos y su hidrofobia, se han desarrollado técnicas que permiten separarlos mediante cromatografías de intercambio iónico o de fase reversa, que son fáciles de automatizar y estandarizar. 

## Intercambio iónico en grupos funcionales
Los grupos carboxilo (α-COOH) y los grupos amino (α-NH2) de los aminoácidos son capaces de ionizarse (al igual que los grupos-R ácidos y básicos de los aminoácidos). Como resultado de su capacidad de iotización las siguientes reacciones de equilibrio iónico pueden ser escritas:
R-COOH <——> R-COO– + H+
R-NH3+ <——> R-NH2 + H+
Esto provoca rupturas y/o modificaciones estructurales de los péptidos o es su caso proteínas degradándolas en sus aminoácidos base.

## Adherencia bacteriana y eficiencia química de los DPnoS
La primera etapa de la infección microbiana es la colonización: el establecimiento del patógeno en el portal de entrada apropiado. Los organismos patógenos suelen colonizar los tejidos del huésped que están en contacto con el entorno externo. Los sitios de entrada en hospedadores humanos incluyen el tracto urogenital, el tracto digestivo, el tracto respiratorio y la conjuntiva así como heridas. 
Los organismos que infectan estas regiones generalmente han desarrollado mecanismos de adherencia tisular y cierta capacidad para superar o soportar la presión constante de las defensas del huésped en la superficie.
En su forma más simple, la adherencia bacteriana o la unión a una célula eucariótica o superficie del tejido requiere la participación de dos factores: un receptor y un ligando. Los receptores definidos hasta ahora son generalmente residuos de carbohidratos o péptidos específicos en la superficie de las células eucarióticas. El ligando bacteriano, llamado adhesina, es típicamente un componente macromolecular proteico y por tanto degradado por los DPnoS, estos se encuentran en la superficie de la célula bacteriana e interactúan con el receptor de la célula huésped. 
Las adhesinas y los receptores generalmente interactúan de manera complementaria y específica con una especificidad comparable a las relaciones enzima-sustrato y las reacciones antígeno-anticuerpo.
Por lo anterior y debido a la acción degradadora de proteínas de los DPnoS así como su posible modificación del PH del entorno bacteriano mediante la utilización de vehículos específicos, los DPnoS son compuestos ideales para eliminar bacterias y hongos destruyéndolas y removiéndolas de las zonas infectadas en tejidos orgánicos y superficies. 
En la mayoría de los casos la verdadera adhesina es una proteína de una subunidad menor en la punta de la fimbria. En las bacterias gram-positivas, una membrana de superficie de proteína o de polisacárido sirve de adhesina específica.

## Vehículos y aplicaciones de los DPnoS
Los vehículos y aplicaciones de los DPnoS son por lo general bastante amplios, estos esta basados en las necesidades específicas de aplicación, van desde los  surfactantes pasando por gel y acabados tipo pinturas así como productos higiénicos y de esterilización.
Cada uno de los vehículos en los que se solubilizan o mezclan los DPnoS así como los que se utilizan para poder incorporarlos en superficies o aplicaciones específicas están implementados tomando en cuenta tanto su aplicación como su adherencia con la finalidad de mantener un PH y condiciones físico químicas requeridas para que su funcionalidad como antibacterial/fungicida sea mantenida en los niveles óptimos. 

## Mecanismo de acción
El mecanismo de acción está basado en los intercambios iónicos los cuales afectan la estabilidad de los enlaces covalentes de los péptidos y proteínas que forman las paredes de las bacterias y demás estructuras orgánicas, estos enlaces al verse alterados rompen el balance energético y son separados los unos de los otros destruyendo las cadenas de péptidos o proteínas degradandolas en los aminoácidos que las componen.